# Herman IV (hrabia Ravensbergu)
Herman IV (zm. w 1221) – hrabia Ravensbergu od ok. 1070.

## Życiorys
Herman był synem hrabiego Ravensbergu Ottona I oraz Ody, córki hrabiego Zütphen Ottona II. W przeciwieństwie do ojca był przeciwnikiem Henryka Lwa. W 1198 jako jedyny hrabia z Westfalii stał po stronie Hohenstaufów. W 1214 nadał prawa miejskie Bielefeldowi, a w 1215 uzyskał od arcybiskupów Kolonii Vlotho. W toku długotrwałych sporów z hrabiami Tecklenburga poniósł w 1202 klęskę i utracił liczne dobra.
Był żonaty z Juttą, córką landgrafa Turyngii Ludwika II Żelaznego. Miał czterech synów:
- Herman, kanonik w Münsterze,
- Gotfryd, prepozyt w Kolonii,
- Otto II, hrabia Vlotho,
- Ludwik, hrabia Ravensbergu[1].